# Ichneumon intricator
Ichneumon intricator là một loài tò vò trong họ Ichneumonidae.